# هوگانگ
هوگانگ (به انگلیسی: Hougang) یک ناحیهٔ شهری در کشور سنگاپور است که در سرشماری سال ۲۰۱۰ میلادی، ۲۱۶٬۶۹۷ نفر جمعیت داشته‌است.